# Bogotágärdsmyg
Bogotágärdsmyg (Cistothorus apolinari) är en utrotningshotad fågel i familjen gärdsmygar som är endemisk för Colombia.

## Utseende och läten
Bogotágärdsmygen är en liten (12 cm) och streckad gärdsmyg. Den är beigefärgad med ett kort, grått ögonbrynsstreck. Rygg och övergump är streckad i svart och beigevitt, medan undersidan är smutsgrå med beige anstrykning på flanker och undergump. Lätet beskrivs i engelsk litteratur som en kort serie bubblande "toe-a-twée" uppblandat med knarrande läten.

## Utbredning och systematik
Bogotágärdsmyg delas in i två underarter med följande utbredning:
- Cistothorus apolinari apolinari – förekommer i östra Anderna i Colombia (Boyacá och Cundinamarca)
- Cistothorus apolinari hernandezi – förekommer i páramo i centrala Colombia

## Status
IUCN kategoriserar arten som starkt hotad.

## Namn
Artens vetenskapliga namn hedrar Apolinar María (1867-1949), zoolog och fransk missionär till Colombia 1904-1949 samt rektor för La Salle Institute. Tidigare kallades den Apolinars gärdsmyg eller apolinargärdsmyg även på svenska, men tilldelades 2023 ett mer informativt namn av BirdLife Sveriges taxonomikommitté.